# ブライト・スター いちばん美しい恋の詩
『ブライト・スター いちばん美しい恋の詩』（ブライトスター いちばんうつくしいこいのうた、Bright Star）は、2009年のイギリスの恋愛伝記映画。イギリスの詩人ジョン・キーツとその恋人ファニー・ブローンの悲恋を描いている。
第62回カンヌ国際映画祭出品。第82回アカデミー賞衣装デザイン賞ノミネート。

## ストーリー
若くて才能はあるがまだ世間に認められていない詩人・ジョン・キーツはファニー・ブローンと知り合い恋におちるが、肺結核に罹患する。イタリアへ転地療養するが、25歳で夭折した。

## キャスト
- ファニー・ブローン: アビー・コーニッシュ
- ジョン・キーツ: ベン・ウィショー
- チャールズ・ブラウン: ポール・シュナイダー
- ブローン夫人: ケリー・フォックス
- サミュエル・ブローン: トーマス・サングスター
- ディルク夫人: クローディー・ブレイクリー

## 受賞・ノミネート
| 賞                               | 部門                      | 候補者                 | 結果       |
| -------------------------------- | ------------------------- | ---------------------- | ---------- |
| 英国アカデミー賞                 | 衣装デザイン賞            | ジャネット・パターソン | ノミネート |
| アカデミー賞                     | 衣装デザイン賞            | ジャネット・パターソン | ノミネート |
| クリティクス・チョイス・アワード | 衣装デザイン賞            | ジャネット・パターソン | ノミネート |
| サテライト賞                     | 作品賞 (ドラマ部門)       | 作品賞 (ドラマ部門)    | ノミネート |
| サテライト賞                     | 主演女優賞 (ドラマ部門)   | アビー・コーニッシュ   | ノミネート |
| サテライト賞                     | 監督賞                    | ジェーン・カンピオン   | ノミネート |
| サテライト賞                     | 脚本賞                    | ジェーン・カンピオン   | ノミネート |
| 全米映画批評家協会賞             | 助演男優賞                | ポール・シュナイダー   | 受賞       |
| シカゴ映画批評家協会賞           | 主演女優賞                | アビー・コーニッシュ   | ノミネート |
| シカゴ映画批評家協会賞           | 撮影賞                    | グリーグ・フレイザー   | ノミネート |
| カンヌ国際映画祭                 | パルム・ドール            | ジェーン・カンピオン   | ノミネート |
| 英国インディペンデント映画賞     | 監督賞                    | ジェーン・カンピオン   | ノミネート |
| 英国インディペンデント映画賞     | 主演女優賞                | アビー・コーニッシュ   | ノミネート |
| 英国インディペンデント映画賞     | 助演女優賞                | ケリー・フォックス     | ノミネート |
| 英国インディペンデント映画賞     | 技術貢献賞 (撮影に対して) | グレッグ・フレイザー   | 受賞       |